# Insch
Insch est un village de l'Aberdeenshire, en Écosse.
Il est situé à environ 45 km d'Aberdeen.